# مارتین والاس
مارتین والاس (به انگلیسی: Martin Wallace) یک طرّاحِ بازی رومیزی اهل انگلیس است. 

## زندگی
مارتین والاس در سال ۱۹۶۲ در ساوت‌همپتونِ انگلستان به دنیا آمد. بیشتر سال‌های زندگی وی در منچستر سپری شد اما در حال حاضر در استرالیا زندگی می‌کند.

## مسیر شغلی
والاس مدتی در شرکت گیمز ورکشاپ کار کرد اما در اوایل دهه ۱۹۹۰ خودش طراحی بازی را به‌طور جدی شروع کرد. اولین بازی او اربابان آفرینش بود که آن را با هزینه شخصی چاپ کرد. او توانست تعدادی از بازی‌های خود (مانند Und Tschüss، Volldampf و Tempus) را به شرکت‌های آلمانی بفروشد. او همچنین تعدادی بازی را از طریق شرکت خودش، Warfrog منتشر کرده‌است. این بازی‌ها شامل عناوینی مانند Struggle of Empires و Princes of the Renaissance می‌شوند.

## بازی‌ها
به گزارش سایت BGG، بازی‌هایی که والاس طراحی کرده‌است عبارتند از:
- اربابان آفرینش (۱۹۹۳)
- شکارچیان ابر[ب](۱۹۹۸)
- لیبرته[پ](۱۹۹۸)
- موردرد[ت](۱۹۹۹)
- امپراتوری‌های جهان باستان[ث](۲۰۰۰)
- راهی به سوی غرب[ج](۲۰۰۰)
- ولدامف[چ](۲۰۰۱)
- شاهزادگان رنسانس[ح](۲۰۰۳)
- اسرار مقبره‌ها[خ](۲۰۰۳)
- نبرد امپراتوری‌ها[د](۲۰۰۴)
- لا استرادا[ذ](۲۰۰۴)
- بیزانس[ر](۲۰۰۵)
- پریکلس[ز](۲۰۰۶)
- برس: لنکشایر[ژ](۲۰۰۷)
- رد پای حلبی‌سازان[س](۲۰۰۸)
- پس از سیل[ش](۲۰۰۸)
- درایور فولاد[ص](۲۰۰۸)
- تولدو[ض](۲۰۰۸)
- زمین بازی خدا[ط](۲۰۰۹)
- خودرو[ظ](۲۰۰۹)
- ظهور امپراتوری‌ها[ع](۲۰۰۹)
- آخرین قطار به ونسلی‌دیل[غ](۲۰۰۹)
- استیم[ف](۲۰۰۹)
- واترلو[ق](۲۰۰۹)
- عصر صنعت[ک](۲۰۱۰)
- گتیسبورگ[گ](۲۰۱۰)
- مهاجمان مونگا: دانشمندان دیوانه و هیولاهای اتمی به زمین حمله می‌کنند! [ل](۲۰۱۰)
- لندن[م](۲۰۱۰)
- اولین قطار به نورنبرگ[ن](۲۰۱۰)
- چند هکتار برف[و](۲۰۱۱)
- دیسک ورلد: آنخ-مورپورک[ه](۲۰۱۱)
- آزمایش آتش: بول ران ۱۸۶۱[ی](۲۰۱۱)
- هواپیماها: صعود هوانوردی[اا](۲۰۱۲)
- برخورد اراده‌ها: شایلو ۱۸۶۲[اب](۲۰۱۲)
- P.I.(۲۰۱۲)
- مطالعه‌ای در زمرد[اپ](۲۰۱۳)
- زمین افتخار: بازی کارتی[ات](۲۰۱۳)
- جادوگران[اث](۲۰۱۳)
- در زمین فلاندرز[اج](۲۰۱۴)
- اسطوره شهر[اچ](۲۰۱۴)
- به سوی زهره[اح](۲۰۱۴)
- کشتی‌ها[اخ](۲۰۱۵)
- مطالعه‌ای در زمرد (ویرایش دوم)[اد](۲۰۱۵)
- از طریق سحابی[اذ](۲۰۱۶)
- به جاده زد برسید[ار](۲۰۱۶)
- ورود[از](۲۰۱۶)
- تعدادی ستاره[اژ](۲۰۱۷)
- لندن (ویرایش دوم)[اس](۲۰۱۷)
- سرزمین‌های وحشی[اش](۲۰۱۸)
- استرالیا[اص](۲۰۱۸)
- لینکلن[اض](۲۰۱۸)
- راه‌آهن نیپون[اط](۲۰۱۸)
- برس: بیرمنگام[اظ](۲۰۱۸)
- موا[اع](۲۰۱۸)
- میلیتو[اغ](۲۰۱۹)
- نانتی نارکینگ[اف](۲۰۱۹)
- سال ۱۸۰۰: بازی تخته‌ای[اق](۲۰۲۰)
- راکتمن‌ها[اک](۲۰۲۱)
- رد پای حلبی‌سازان[اگ](۲۰۲۱)
- دایمیو: نبرد برای ژاپن[ال](۲۰۲۳)
- سنگ‌های خونین[ام](۲۰۲۳)
- خلیج آشوب[ان](۲۰۲۴)
- کاتولو: مشیت تاریک[او](۲۰۲۴)
- آترنا[اه](۲۰۲۵)
- قدرت بخار[ای](۲۰۲۵)
- ماجراجویی‌های فانتزی مبارزه‌ای[با](۲۰۲۵)
- مانستر راک[بب](۲۰۲۵)
- کاسوس بللی[بپ](۲۰۲۶)

## جایزه‌ها و افتخارات
- برنده جایزه ویژه گیمز اکسپو[بت] انگلستان در سال 2010
- برنده جایزه بهترین طراحی از جشنواره JoTa برزیل در سال 2008

## بازخوردها
لری لِوی، طراح و منتقد بازی، در نقدی که در سال ۲۰۰۴ منتشر شد، روند رو به رشد بازی‌های طراحی شده والاس را ستود و پیش‌بینی کرد که «آثار بعدی او خواهند درخشید.» او والاس را «بهترین طراح در ادغام مضامین قوی با مکانیک‌های قوی» دانست. او اقتباس والاس را او از دوره‌های تاریخی را به گونه‌ای دانسته‌است که فقط به جذابتر  شدن بازی کمک می‌کند و طرح بازی غالب و مسلط باقی می‌ماند. وی همچنین انتقاداتی را متوجه بازی‌های اولیه والاس (ماند اربابان آفرینش) وارد دانست چرا که به گفته او، بیش از حد به شانس اتکا داشتند. به گفته لوی، والاس به خاطر طراحی بازی‌های استراتژیک پیچیده که طیف وسیعی از موقعیت‌های تاریخی را به تصویر می‌کشند، شناخته شده‌است. او اغلب از دو سوژه ساخت و بهره‌برداری از راه‌آهن و ظهور و سقوط تمدن‌های تاریخی برای طراحی بازی‌هایش استفاده کرده‌است. او به خاطر ترکیب مکانیک‌های بازی‌های سبک اروپایی با مضامین قوی که بیشتر مختص بازی‌های سبک آمریکایی است، شهرت یافته است.

## یادداشت
1. ↑   Lords of Creation
2. ↑   Cloudbusters
3. ↑   Liberté
4. ↑   Mordred
5. ↑   Empires of the Ancient World
6. ↑   Way Out West
7. ↑   Volldampf
8. ↑   Princes of the Renaissance
9. ↑   Secrets of the Tombs
10. ↑   Struggle of Empires
11. ↑   La Strada
12. ↑   Byzantium
13. ↑   Perikles
14. ↑   Brass: Lancashire
15. ↑   Tinners' Trail
16. ↑   After the Flood
17. ↑   Steel Driver
18. ↑   Toledo
19. ↑   God's Playground
20. ↑   Automobile
21. ↑   Rise of Empires
22. ↑   Last Train to Wensleydale
23. ↑   Steam
24. ↑   Waterloo
25. ↑   Age of Industry
26. ↑   Gettysburg
27. ↑   Moongha Invaders: Mad Scientists and Atomic Monsters Attack the Earth!
28. ↑   London
29. ↑   First Train to Nuremberg
30. ↑   A Few Acres of Snow
31. ↑   Discworld: Ankh-Morpork
32. ↑   Test of Fire: Bull Run 1861
33. ↑   Aeroplanes: Aviation Ascendant
34. ↑   Clash of Wills: Shiloh 1862
35. ↑   A Study in Emerald
36. ↑   Field of Glory: The Card Game
37. ↑   The Witches
38. ↑   In Flanders Field
39. ↑   Mythotopia
40. ↑   Onward to Venus
41. ↑   Ships
42. ↑   A Study in Emerald (Second Edition)
43. ↑   Via Nebula
44. ↑   Hit Z Road
45. ↑   The Arrival
46. ↑   A Handful of Stars
47. ↑   London (Second Edition)
48. ↑   Wildlands
49. ↑   AuZtralia
50. ↑   Lincoln
51. ↑   Railways of Nippon
52. ↑   Brass: Birmingham
53. ↑   Moa
54. ↑   Milito
55. ↑   Nanty Narking
56. ↑   Anno 1800: The Board Game
57. ↑   Rocketmen
58. ↑   Tinners' Trail
59. ↑   Daimyo: Battle For Japan
60. ↑   Bloodstones
61. ↑   Chaos Cove
62. ↑   Cthulhu: Dark Providence
63. ↑   Æterna
64. ↑   Steam Power
65. ↑   Fighting Fantasy Adventures
66. ↑   Monster Rock
67. ↑   Casus Belli
68. ↑  Games Expo